# Petra Grimbergen
 Petra Jerona Grimbergen (Rijnsburg, 4 juli 1970) is een Nederlands voormalig wielrenster en (marathon)schaatsster. Ze is onder meer viervoudig winnares van de Alternatieve Elfstedentocht op de Weissensee en tweevoudig Nederlands kampioen wielrennen. Ze nam eenmaal deel aan de Olympische Spelen, maar won bij die gelegenheid geen medailles.

## Biografie
Grimbergen maakte als schaatsster deel uit van de Jong Oranje selectie van Leen Pfrommer. Ze nam deel aan de Nederlandse kampioenschappen afstanden in 1987, 1988 en 1989. Door de zomertrainingen op de fiets kwam ze in 1989 terecht in de nationale wielerploeg van Piet Hoekstra. In 1991 werd Grimbergen in Meerssen Nederlands kampioen op de weg, voor Monique Knol en Leontien van Moorsel. In 1993 pakte ze de nationale titel op de individuele tijdrit. In 1992 nam ze deel aan de Olympische wegrace in Barcelona. Ze werd 29e. Ook won ze de Ronde van Portugal (1992) en werd tweemaal Nederlands kampioen op de baan (1990 op de sprint en 1991 op de puntenkoers).
Na haar carrière als wielrenster legde Grimbergen zich wederom toe op het schaatsen. Met name in het marathonschaatsen blonk ze uit. Grimbergen won twee keer de KNSB Cup, in het seizoen 1997/1998 en in het seizoen 2001/2002. In 1999 werd ze bovendien Nederlands kampioene marathonschaatsen op kunstijs. Verder won ze, tussen 2002 en 2005, vier keer op rij de Alternatieve Elfstedentocht op de Weissensee.
Petra Grimbergen is de jongere zus van schaatsster Jolanda Grimbergen.